# Народна воља (новине)
Народна воља је лист који је излазио у периоду од 6. новембра 1918. године до 8. децембра 1918. године за вријеме постојања Државе Словенаца, Хрвата и Срба. Народна воља је први бањалучки лист који је излазио након ослобођења и краја аустроугаске окупације. Новине су штампане у највећем и главном граду Босанске Крајине, Бања Луци.

## Историјат
Након слома Аустроугарске, Босна и Херцеговина су постала дио прве заједничке државе Јужних Словена, која није успјела дуго да се одржи. Држава Словенаца, Хрвата и Срба, је проглашена 29. октобра, а постојала је до 1. децембра 1918. када је формирана Краљевина Срба, Хрвата и Словенаца. Прве новине које су издаване у слободној Бањалуци, и слободној Босанској Крајини су биле управо Народна воља. Први број овог листа је изашао 6. новембра 1918, и у њему је уредништво објаснило разлоге за покретање овог листа. Један од главних разлога је био тај, да сам народ може што је могуће прије сазнати за историјске догађаје, који се дешавају. Народну вољу је издавао Одбор Народног вијећа Бања Луке, који је излазио привремено и према потреби. Укупно је изашло 11 бројева, када га је потиснуо новоосновани државни лист Држава. Овај лист је требало да преноси вијести из поузданих извора, како би народ у Бањој Луци и околини, био обавијештен много брже него из загребачких новина. Велики проблем су представљале и лажне вијести, које су се шириле у то вријеме, па се покретањем овог листа покушало стати на крај тим вијестима. Лист је поред самих вијести преносио и одредбе Народног вијећа, војничког и жандармеријског заповједништва.
Народна воља је преносила најновије брзојавне и телефонске вијести Народног вијећа у Бањалуци, Народне владе из Сарајева, Војног одсјека за Босну и Херцеговину из Загреба и Генералштаба Народне војске из Загреба. Лист је доносио информације о ослобођењу југословенских земаља од Аустроугарске и напредовању српске војске. У рубрикама домаће вијести и дописи су објављиване најновије вијести из Бањалуке и Босне и Херцеговине.